# Maesiella punctatostriata
Maesiella punctatostriata é uma espécie de gastrópode do gênero Maesiella, pertencente a família Pseudomelatomidae.